# 野迫川温泉
野迫川温泉（のせがわおんせん）は、奈良県吉野郡野迫川村にある温泉。

## 泉質
- アルカリ性単純硫黄冷鉱泉
  - 泉温　22.5℃

## 温泉地
川原桶川沿い、標高700メートルの山あいに一軒宿の「ホテルのせ川」が存在。高野山にも近い。
名物は、鴨鍋と山菜を使った料理である。
浴槽は男女別の内風呂のみで、日帰り入浴可能。野迫川村観光の拠点として使われることが多い。

## 歴史
1980年（昭和55年）- 開業。

## アクセス
南海電鉄高野山駅より、南海りんかんバス立里行き。「野迫川村役場」バス停降車。村営バス弓手原行き30分。
京奈和自動車道紀北かつらぎICより高野龍神スカイライン経由、車で83分。
※野迫川村全域の道路が狭隘であるため、ホテルのせ川へのアクセスも困難である。